# Kástro Ássou
Kástro Ássou är ett slott i Grekland.   Det ligger i prefekturen Nomós Kefallinías och regionen Joniska öarna, i den sydvästra delen av landet, 280 km väster om huvudstaden Aten. Kástro Ássou ligger 88 meter över havet på ön Kefalinia.
Terrängen runt Kástro Ássou är kuperad. Havet är nära Kástro Ássou åt nordväst. Runt Kástro Ássou är det glesbefolkat, med 16 invånare per kvadratkilometer. Närmaste större samhälle är Itháki, 16,5 km öster om Kástro Ássou. 